# Винс Кларк
Винсент Џон Мартин (енгл. Vincent John Martin; Лондон, 3. јул 1960), познатији под именом Винс Кларк (енгл. Vince Clarke), енглески је музичар и композитор.

## Музичка каријера
Рођен је у Лондону 1960. године. Винс Кларк и Енди Флечер основали су бенд под именом "No Romance in China" средином седамдесетих година. Састав није имао много успеха, а 1979. Кларк је основао нов састав "French Look" са Мартином Гором и Робертом Марлоуом. Марта 1980, Винс и Мартин са Ендијем Флечером оснивају састав "Composition of Sound" у којем је Винс певао вокале и свирао гитару, Мартин је свирао клавијатуре, а Флечер бас. Убрзо по оснивању Винс и Енди прелазе на синтисајзере, пошто су се прво на разне начине сналазили и свашта радили да би дошли у ситуацију да раде са тим инструментом. Дејвид Ган се придружује новом бенду 1980. године пошто га је Винс Кларк чуо како пева на такмичењу у локалном бару песму Хероји (Heroes) Дејвида Боуија, једног од омиљених Дејвидових певача. Тако је настао „Депеш моуд“. 
Депеш Моуд на основу усменог договора издаје први албум 1981. године за компанију "Mute Records" Speak and Spell. Убрзо по изласку албума Винс Кларк је напустио бенд да би основао дует Јазу са певачицом Алисон Моје. Иако је група врло кратко постојала од 1982. до 1983. (само осамнаест месеци), објавили су два студијска албума и извршили значајан утицај на многе, углавном сличне извођаче који су се касније појавили.
Јазу је имао успеха широм света, посебно у Британији где су три од њихова четири сингла ушли у ТОП 3 на музичким листама. У Северној Америци су најпознатији по песми „Situation”. Упркос њиховом успеху, дуо се раздвојио у мају 1983. због лоших односа и разилажења ставова око даље будућности групе.
Касније са Ериком Редклифом је основао групу Асембли (The Assembly) која је кратко постојала током 1983. године. Потом прелази у групу Ирејжр (Erasure) коју је основао са Ендијем Белом. Дебитовали су 1985. са синглом „Who Needs Love Like That“. Од 1986. до 1997. постигли су низ успеха; 24 њихове песме су биле међу првих двадесет хитова у Великој Британији, а од њихових 37 синглова, чак 34 је било међу првих 40 у истој земљи, а 17 у првих десет. То их је уврстило у „синтпоп суперзвезде“. Осим у Великој Британији, Ирејжр је постао познат широм света, Европи, САД и Јужној Америци, посебно Аргентини и продао преко 25 милиона албума.

## Приватно
У браку је са Трејси Херли од 2004. године. Имају сина по имену Оскар и живе у Бруклину у Сједињеним Државама.

## Дискографија

### Depeche Mode
- Speak & Spell (1981)

### Yazoo
- Upstairs at Eric's (1982)
- You and Me Both (1983)

### Erasure
| Година | Назив албума |
| 1986.  |              |
| 1987.  |              |
| 1988.  |              |
| 1989.  |              |
| 1991.  |              |
| 1994.  |              |
| 1995.  |              |
| 1997.  |              |
| 2000.  |              |
| 2003.  |              |
| 2005.  |              |
| 2007.  |              |
| 2011.  |              |
| 2013.  |              |
| 2014.  |              |
| 2017.  |              |